# 最上川交通
最上川交通株式会社（もがみがわこうつう）は、山形県戸沢村に本社を置き、同村およびその周辺にて路線バス・観光貸切バスを運行する会社。最上川舟下りを行う最上峡芭蕉ライン観光の関連会社である。

## 解説
戸沢村内で路線バス1路線を運行しているほか、2012年度まで鮭川村からの委託で鮭川村営バスの運行を行っており、村内に営業所を開設し当社所有の車両を使用していた。2013年度からは委託先が新庄輸送サービスに変更されたため運行から外れている。
観光貸切バスの運行も行っており、新庄駅西口に独自の停留所を設けて戸沢村を中心とする最上地方全域への観光バスツアーを催行している。運転代行業も営んでおり、舟下り利用者の自家用車回送を主に行っている。

## 運行路線
- 最上川リバーポート - 高屋駅 - 古口駅 - 戸澤藩船番所

### 廃止された路線
- 新庄駅前 - 上野口（21条バス）
- 新庄駅前 - 羽黒山頂（21条バス）
- 最上エコバス（最上地方全域を周回するバス路線）
- 鮭川村営バス（新庄輸送サービスに委託先を変更）

## 沿革
- 1995年
  - 3月31日 - 運輸省より一般乗合旅客自動車運送事業の経営免許を取得。
  - 5月19日 - 一般乗合旅客自動車運送免許を取得。「最上川交通株式会社」設立。
  - 7月1日 - 一般乗合旅客自動車運送事業の営業開始。
- 1996年4月1日 - 「最上川運転代行社」を吸収合併、運転代行業を事業項目に加える。
- 1998年12月24日 - 一般貸切旅客自動車運送事業の経営免許取得。
- 1999年5月22日 - 一般貸切旅客自動車運送の営業開始。
- 2001年2月8日 - 旅行業営業許可を受け、第2種旅行業を開業。